# Arthur Vogt
Arthur Karl Vogt (* 13. November 1917 in Zürich; † 30. Oktober 2003 in Uetikon am See) war ein Schweizer Holocaustleugner.

## Leben
Der Sohn eines Stadtpolizisten besuchte von 1933 bis 1937 das Lehrerseminar in Küsnacht und absolvierte von 1938 bis 1940 ein Sekundarlehramtsstudium mathematisch-naturwissenschaftlicher Richtung an der Universität Zürich. Bis 1954 war er als Sekundarlehrer in der Stadt Zürich tätig. Nach eigenen Angaben wurde er aus  Gesundheitsgründen frühpensioniert.
Arthur Vogt war nach eigenen Angaben bis 1939 Mitglied des Landesrings der Unabhängigen und bis zum Parteiauschluss 1972 der Sozialdemokratischen Partei.

## Geschichtsrevisionismus
Er war Mitglied der Nationalen Aktion. Erstmals negierte er den Holocaust 1988 in der rechtsextremistischen Publikation Sieg von Walter Ochensberger aus Vorarlberg. Am 21. September 1991 hielt Vogt innerhalb der mehrtägigen Vortragsreihe «Revisionismusstreit – neuere Erkenntnisse im Widerstreit» der Thomas-Dehler-Stiftung, «Aktionszentrum Mittelfranken», im Hotel Silberhorn in Nürnberg den Vortrag «Der Holocaust – Legende oder Realität», in dem er den Holocaust als eine «Geschichtslüge» bezeichnete, die den Weg freigemacht habe für eine «beispielslose politisch-finanzielle Erpressung» zugunsten des Staates Israels und des internationalen Zionismus. Vogt wurde vor dem Amtsgericht Nürnberg vom rechtsextremen Anwalt Hajo Herrmann vertreten. Er wurde am 11. Februar 1993 wegen Verunglimpfung des Andenkens Verstorbener zu einer Buße von 4800 DM (40 Tagessätzen zu je 120 DM) verurteilt. Die Berufung wurde vom Landgericht Nürnberg verworfen.
Im Sommer 1994 schloss sich Vogt mit den Revisionisten Jürgen Graf, Bernhard Schaub und Andreas Studer zur «Arbeitsgemeinschaft zur Enttabuisierung der Zeitgeschichte (AEZ)», später umbenannt in «Arbeitsgemeinschaft zur Erforschung der Zeitgeschichte (AEZ)», zusammen. Im Sommer 1999 verschickte Vogt Pamphlete mit rassistischem Inhalt an Bekannte und die Bundesstaatsanwaltschaft. Im Juli 2001 wurde er deshalb vom Obergericht Zürich zu einer Geldbuße von 25000 Franken verurteilt. Zuvor war er schon im März 2001 vom Obergericht wegen Rassendiskriminierung zu einer Geldbuße von 8000 Franken verurteilt worden.
Vogt verstarb 2003. Sein Nachlass befindet sich im Archiv für Zeitgeschichte der ETH Zürich.